# Klasztor Sourp Magar
Klasztor Sourp Magar (orm. Սուրբ Մակար) lub  Magaravank (orm. Մակարավանք) – nieczynny ormiański zespół klasztorny położony w Górach Pentadaktylos, na Cyprze.
Klasztor Sourp Magar (Świętego Makarego Egipskiego) został założony w XI w. przez mnichów koptyjskich. Społeczność Ormian cypryjskich nabyła klasztor przed 1425 r. Sourp Magar został zajęty przez Turków w 1974 r. i pozostaje pod ich kontrolą do dzisiaj.

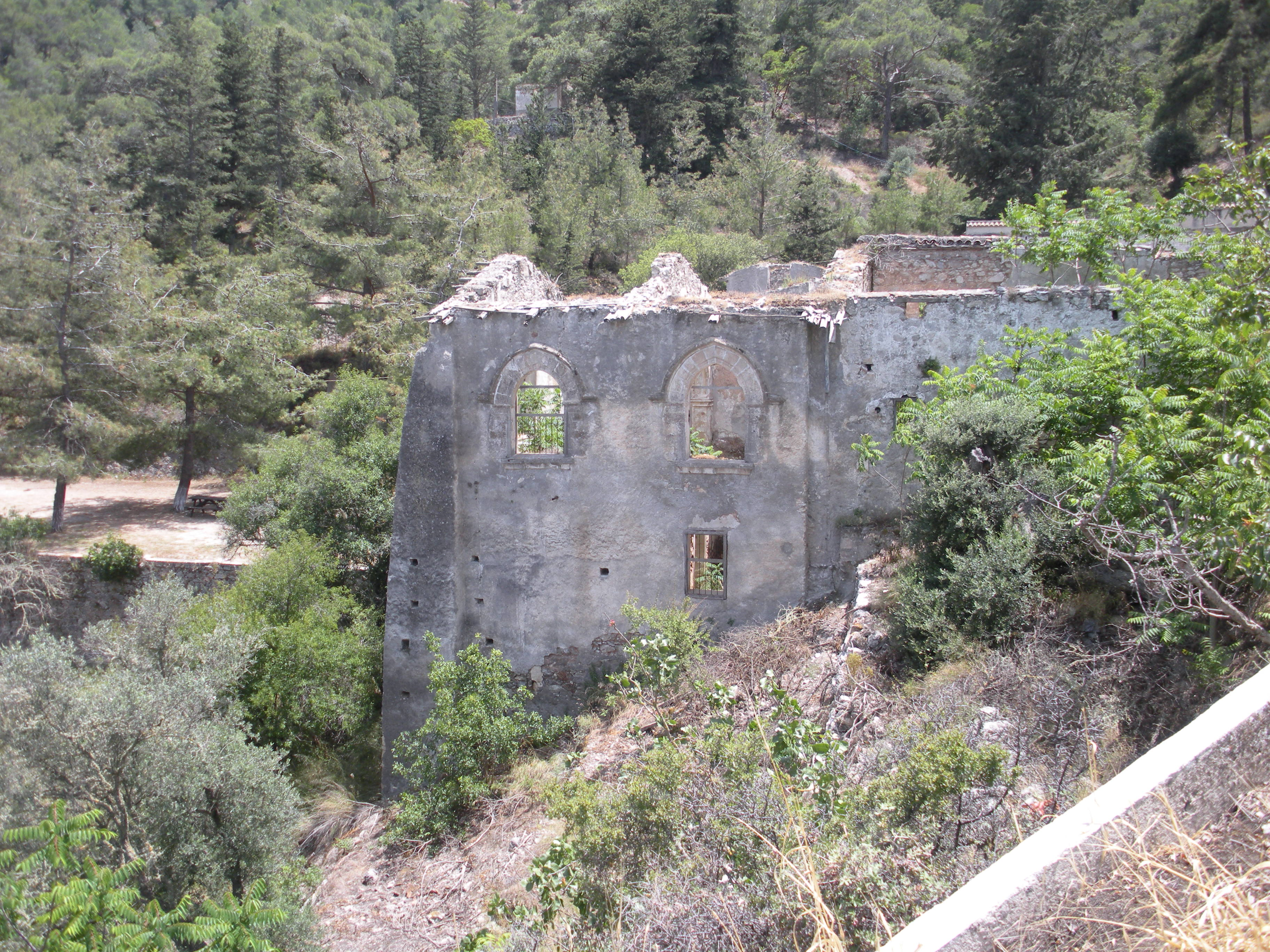
Widok Sourp Magar od strony północnej, 2009